# Reapers
 (septembre 2018).
Si vous disposez d'ouvrages ou d'articles de référence ou si vous connaissez des sites web de qualité traitant du thème abordé ici, merci de compléter l'article en donnant les références utiles à sa vérifiabilité et en les liant à la section « Notes et références ».
Singles de Muse
Aftermath
(2016) Dig Down
(2017)
Pistes de Drones
Mercy
(4) The Handler
(6)
Reapers est le cinquième morceau de l'album Drones de Muse, paru en France le 8 juin 2015. 
Il s'agit du 36e single du groupe. La chanson a été enregistrée au Warehouse Studio à Vancouver au Canada entre 2014 et 2015. 

## Description
Reapers est publiée le 16 avril 2016. Le morceau sort en single vinyle, format très rare que le groupe n'avait pas utilisé depuis l'album Black Holes and Revelations en 2006. La face A contient la version album de la chanson et la face B une version live au Gloria Theater de Cologne en Allemagne. La pochette contient également un papier carré imprimé format 45 tours permettant la réalisation d'un drone en origami, clin d’œil à l'album Drones. 
Le morceau parle du fait de n'avoir aucun empathie pour personne. Les paroles incluent Babe afin d'allier la politique et le fait de s'adresser en quelqu'un en particulier.

### Sonorité
Le morceau est très heavy, aux solos de guitare rappelant les mélodies du rock métal ou du hard rock et des influences du groupe comme Rage Against the Machine. Il inclut de nombreux passage en chant falsetto 

### Vidéo
Le clip vidéo officiel sort le 29 mai 2015. Elle embarque le spectateur à bord d'un drone survolant un territoire en guerre et tirant sur des cibles humaines. On y aperçoit le groupe jouer par intermittence en noir et blanc négatif. Certaines bribes de paroles défilent en rouge.

## Format
| 1. | Reapers (Face A)                | 5:59 |
| 2. | Reapers (Live in Köln) (Face B) | 5:59 |

## Crédits
| - Tom Bailey – Ingénieur du son - Matthew Bellamy – Compositeur - Mario Borgatta – montage audio - Marc Carolan – ingénieur du son(version live) - Tommasa Colliva – ingénieur du son - Martin Cooke – monteur assistant - Rich Costey – producteur, monteur - Jacopo Dorici – assistant ingénieur | - Nick Fourier – Assistant monteur - Robert John "Mutt" Lange – production - Eric Mosher – assistant ingénieur - Muse – production - John Prestage – assistant ingénieur - Olle Romo – Programmation - Giuseppe Salvadori – assistant ingénieur - Giovanni Versari – ingénieur du son(version live) |